# Tuyère de Laval

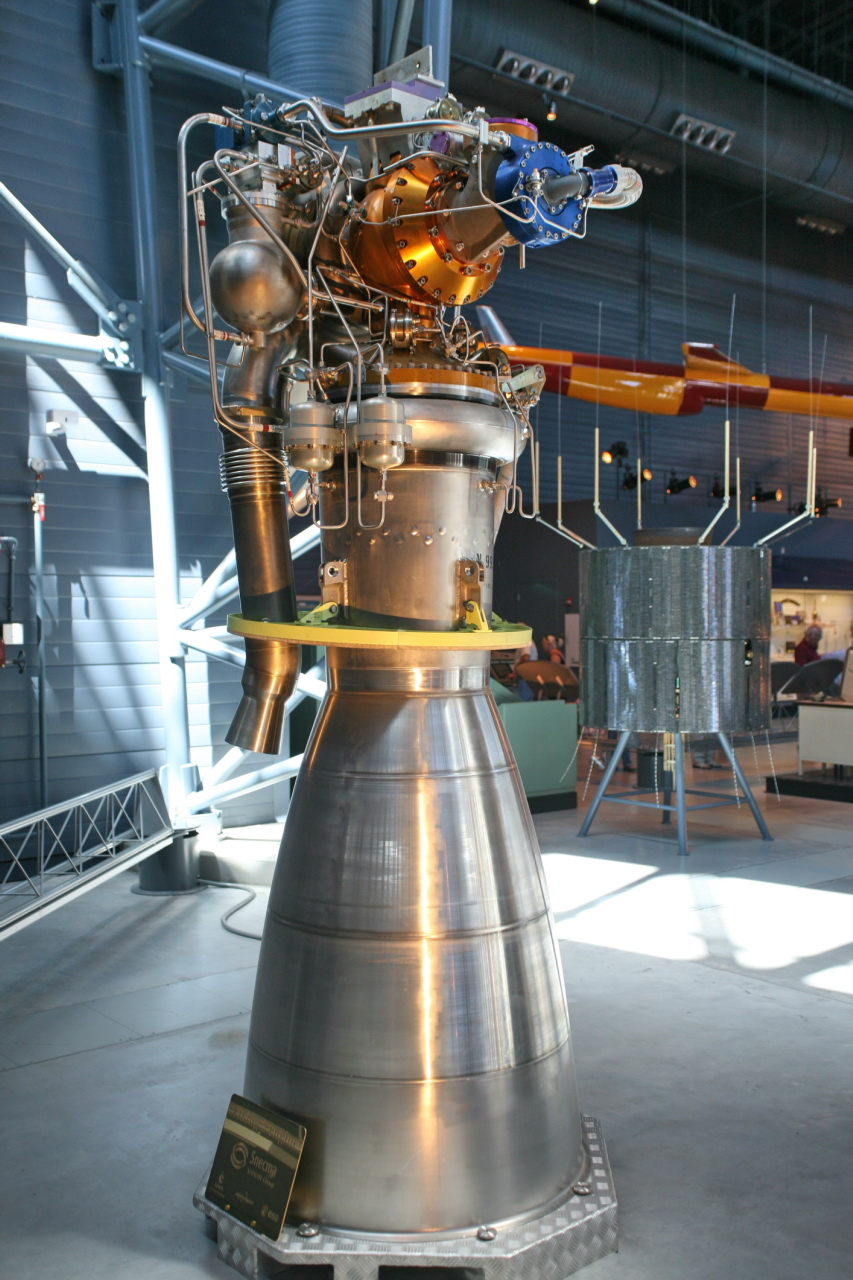
Moteur-fusée Viking : au-dessus du divergent de la tuyère, partie la plus volumineuse, on distingue l'étranglement du col et le convergent, qui se confond avec la chambre de combustion du moteur de forme cylindrique.

La tuyère de Laval est un tube en forme de sablier utilisé pour accélérer des gaz chauds et sous pression qui le traversent jusqu'à ce qu'ils atteignent une vitesse supersonique. La tuyère convertit de manière optimale la chaleur des gaz en énergie cinétique. Elle permet de produire de grandes quantités d'énergie à partir de gaz de combustion. Des tuyères de Laval sont utilisées dans les moteurs-fusées, les turbines à vapeur et les turbines à gaz. Dans le cas d'un moteur-fusée ce type de tuyère joue un rôle déterminant dans l'optimisation de la poussée en maximisant la vitesse d'éjection des gaz. La tuyère de Laval doit son nom à l'ingénieur suédois Gustaf de Laval qui en a découvert le principe en 1887.

## Historique
Gustaf de Laval construisit en 1887 une petite turbine à vapeur pour prouver que de tels appareils peuvent être fabriqués dans des dimensions réduites, et en 1890 il développe une tuyère permettant d'augmenter la vitesse de la vapeur entrant dans la turbine.  

## Caractéristiques d'une tuyère de Laval

Vitesse des gaz dans une tuyère de Laval : le gaz qui se déplace lentement (vert) dans le convergent accélère progressivement jusqu'à atteindre sa vitesse maximale (rouge) en sortie du divergent.

Une tuyère de Laval est un tube  dans lequel circule un gaz ayant la forme d'un sablier : son diamètre commence par se réduire (dans le sens de circulation du gaz) puis augmente à nouveau. Il comprend trois parties  :
- le convergent : c'est la partie de la tuyère qui va en se rétrécissant,
- le col est la section de la tuyère où le diamètre est minimum,
- le divergent dont le diamètre s'accroit à nouveau.

Pour qu'une tuyère de Laval parvienne à accélérer des gaz de manière optimale, il est nécessaire que le convergent et le divergent (qui ne sont pas symétriques) aient des formes bien précises et que le diamètre du col prenne une valeur donnée. Tous ces paramètres sont déterminés à partir des caractéristiques du gaz entrant (pression, température, débit, masse moléculaire) et de la pression externe.

## Principe de fonctionnement d'une tuyère de Laval

Diagramme montrant l'évolution de la pression (P), de la vitesse (V) et de la température (T) tout au long des sections d'une tuyère de Laval. La température et la pression chutent au fur et à mesure de la progression du gaz, tandis que sa vitesse augmente jusqu'à atteindre celle du son au niveau du col.

Le principe de fonctionnement d'une tuyère de Laval repose sur les propriétés des gaz lorsqu'ils circulent aux vitesses subsonique et supersonique. Lorsqu'un gaz circule à une vitesse subsonique dans un tuyau dont le diamètre se rétrécit, sa vitesse augmente. La vitesse du gaz ne peut toutefois pas dépasser celle du son (Mach 1). En effet en régime d'écoulement supersonique (vitesse supérieure à la vitesse du son) le comportement du gaz s'inverse : pour que sa vitesse  augmente il faut que le diamètre du tuyau augmente (démonstration plus bas : Relation d'Hugoniot). Pour accélérer un gaz à des vitesses supersoniques, il faut donc qu'il circule d'abord dans une section de tuyau convergente jusqu'à ce qu'il atteigne la vitesse Mach 1 et à partir de cette section du tuyau, qu'on appelle le col, le gaz doit progresser dans un tuyau de diamètre croissant (le divergent) pour que la vitesse continue à augmenter.  
La tuyère de Laval ne fonctionne selon ce principe que si la vitesse du gaz atteint la vitesse Mach 1 au niveau du col. Pour y parvenir il faut que la tuyère soit conçue de manière que la pression en sortie soit au minimum deux fois plus faible que celle en entrée (P/P_o=0,53 exactement pour de l'air). Si cette condition est remplie, la vitesse au col atteint Mach 1 et la tuyère est dite amorcée. Si la pression en sortie est plus forte que cette valeur, la tuyère ne s'amorce pas. Au contraire si le rapport est plus important le rendement augmente. Celui-ci est optimal lorsque la pression en sortie est égale à la pression ambiante (au niveau du sol (1 bar)) : on dit alors que la tuyère est adaptée. Pour un moteur-fusée le rapport de section du divergent doit donc être d'autant plus important que le moteur fonctionne à des altitudes élevées c'est-à-dire à des pressions ambiantes faibles.
| Section de la tuyère | Pression | Température | Vitesse d'écoulement du gaz |
| -------------------- | -------- | ----------- | --------------------------- |
| Entrée du convergent | 80 bars  | 2 700 °C    | ~ 0                         |
| Col de la tuyère     | 44 bars  | 2 400 °C    | Mach 1                      |
| Sortie du divergent  | 1 bar    | 1 075 °C    | 3700 m/s                    |

## Calcul de la vitesse des gaz expulsés
La modélisation du comportement des gaz dans une tuyère de Laval repose sur les concepts et hypothèses simplificatrices suivants : 
- le gaz en entrée de la tuyère de Laval se comporte comme un gaz parfait ;
- l'écoulement est isentropique, c'est-à-dire que l'entropie est constante, conséquence de l'hypothèse qu'il s'agit d'un fluide non visqueux et que le processus est adiabatique (c'est-à-dire qu'il n'y a pas d'échange de chaleur entre le fluide et la tuyère) ;
- le débit de gaz est constant durant toute la période de fonctionnement ;
- l'écoulement du gaz est non-turbulent et symétrique tout au long de l'axe de la tuyère ;
- le gaz est compressible.

La vitesse des gaz expulsés peut être calculée en utilisant la conservation de l'enthalpie totale du fluide lors de son passage dans la tuyère qui provient du fait qu'il n'y a pas d'échange ni de travail, ni de chaleur entre le gaz accéléré et son environnement :
{\displaystyle h+e_{c}=C_{p}T+{\frac {1}{2}}v^{2}=C_{p}T_{0}=cste}
où : 
- {\displaystyle h} est l'enthalpie massique du fluide (en tous points de sa trajectoire) (J.kg-1),
- {\displaystyle e_{c}} est l'énergie cinétique massique du fluide (en tous points de sa trajectoire) (J.kg-1),
- {\displaystyle C_{p}} est la capacité thermique massique du gaz à pression constante (J.K-1.kg-1), supposée indépendante de la température,
- T est la température statique en tous points à l'intérieur de la tuyère (K),
- v la vitesse du gaz en tous points à l'intérieur de la tuyère (m.s-1),
- T0 est la température à l'entrée de la tuyère (K),

En utilisant le fait que  {\displaystyle C_{p}={\frac {\gamma R}{M(\gamma -1)}}}  , et que la transformation du gaz est isentropique qui implique que {\displaystyle {\frac {T}{T_{0}}}=\left({\frac {P}{P_{0}}}\right)^{(\gamma -1)/\gamma }} , on trouve l'équation suivante fournissant la vitesse d'éjection du fluide ,, :
{\displaystyle v_{e}={\sqrt {2C_{p}T_{0}\left[1-\left({\frac {P_{e}}{P_{0}}}\right)^{\frac {\gamma -1}{\gamma }}\right]}}={\sqrt {{\frac {T_{0}R}{M}}\cdot {\frac {2\gamma }{\gamma -1}}\cdot \left[1-\left({\frac {P_{e}}{P_{0}}}\right)^{\frac {\gamma -1}{\gamma }}\right]}}}
| avec :                  |                                                         |
| {\displaystyle v_{e}}   | Vitesse des gaz à la sortie de la tuyère en m/s         |
| {\displaystyle T_{0}}   | Température totale à l'entrée de la tuyère en kelvin    |
| {\displaystyle R}       | Constante universelle des gaz parfaits                  |
| {\displaystyle M}       | Masse molaire du gaz                                    |
| {\displaystyle \gamma } | Indice adiabatique                                      |
| {\displaystyle C_{p}}   | Capacité thermique massique du gaz à pression constante |
| {\displaystyle P_{e}}   | Pression statique du gaz en sortie de tuyère            |
| {\displaystyle P_{0}}   | Pression totale du gaz à l'entrée de la tuyère          |

Voici quelques valeurs typiques de vitesse de gaz en sortie de tuyères ve de moteurs-fusées brulant différentes combinaisons d'ergols :
- 1 700 à 2 900 m/s pour des moteurs-fusées à  monergol  liquide
- 2 900 à 4 500 m/s  pour des moteurs-fusées à ergols liquides
- 2 100 à 3 200 m/s  pour des moteurs à propergol solide.

Lorsque la section de sortie tend vers l'infini la pression statique Pe tend vers zéro et la vitesse tend vers une valeur finie appelée vitesse de Crocco
{\displaystyle v_{e,max}={\sqrt {2C_{p}T_{0}}}}
On introduit parfois le paramètre de similitude ou nombre de Crocco
{\displaystyle Cr={\frac {v_{e}}{v_{e,max}}}={\sqrt {1-\left({\frac {P_{e}}{P_{0}}}\right)^{\frac {\gamma -1}{\gamma }}}}=\left[1+{\frac {2}{(\gamma -1)M_{e}^{2}}}\right]^{-{\frac {1}{2}}}}

## Relation d'Hugoniot
Le comportement des gaz dans une tuyère de Laval repose sur le principe d'accélération des gaz décrit par l'équation d'Hugoniot (1885).
{\displaystyle {\frac {dS}{S}}=({\mathcal {M}}^{2}-1){\frac {dv}{v}}}
où S est la section du conduit, v la vitesse et {\displaystyle {\mathcal {M}}={\frac {v}{c}}} le nombre de Mach.
À l'entrée de la tuyère, en régime subsonique, on reconnaît l'effet Venturi. Après le col, le gaz est en régime supersonique, et l'évasement du conduit augmente encore la vitesse d'éjection.

## Débit massique
Le débit de la tuyère {\displaystyle {\dot {m}}=\rho Sv} peut être calculé au col d'aire {\displaystyle S_{c}} où le nombre de Mach est égal à l'unité. Pour cela on utilise les relations d'écoulement isentropique depuis le réservoir caractérisé par une pression génératrice (totale) {\displaystyle P_{0}} et une température génératrice (totale) {\displaystyle T_{0}}. Pour un gaz parfait :
{\displaystyle {\dot {m}}=P_{0}\,S_{c}\,{\sqrt {\frac {M\gamma }{RT_{0}}}}\left({\frac {\gamma +1}{2}}\right)^{\frac {\gamma +1}{-2(\gamma -1)}}}
Toutes choses égales par ailleurs le col fixe le débit massique de gaz.